# Pero helvus
Pero helvus là một loài bướm đêm trong họ Geometridae.